# Washington Cavaliers
O Virginia Capitol Cavaliers era um clube de futebol americano com sede na parte da Virgínia do subúrbios de Washington, D.C.. A equipe era membro da American Soccer League.

## História
Após sua primeira temporada, o clube se tornou o Washington Cavaliers.